# Academia Mexicana de Informática
La Academia Mexicana de Informática (AMIAC) es una asociación civil mexicana, fundada el 7 de septiembre de 1976. Su propósito principal es agrupar a los informáticos de mayor relevancia en el país.

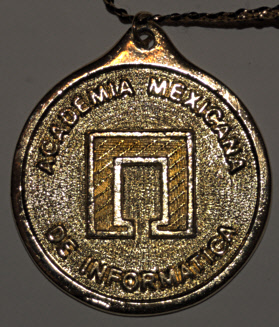
Medalla de miembro de número de la Academia

## Orígenes
El 14 de mayo de 1976 se celebró en el Hotel Alameda de la Ciudad de México la reunión en la que se acordó formar la Academia Mexicana de Informática. La mesa directiva fundadora quedó integrada por:
- Ing. Victorio Sánchez - Presidente
- Lic Manuel Valverde e Ing. Sergio Ferragut - Vicepresidentes
- Ing. Enrique Díaz Cerón - Secretario
- Dr. Jaime de Cossio - Tesorero
- Vocales: Ing. Enzo Molino, Dr. Ricardo Rivera Soler, Ing. Miguel Ángel Thierry, Dr. Javier Fernández P. CP Héctor Osuna, Ing. Eduardo Molina, Ing. Antonio Berrondo (sic), Fis. Mario Fosado, Ing. Elías Barón, CP Carlos Sama, Ing. Lauro López Sánchez Acevedo, Ing. Enrique Luengas Hubp, y Dra. Olga Carreño de Esparza.

La formalización ante notario requirió algún tiempo, y se realizó el 7 de septiembre de ese año, en la Notaría 26 del DF, ante el titular de la misma, Lic. Rafael Oliveros-Delgado.
El primer presidente de la Academia (1976-78), Victorio Sánchez, en esa época coordinaba las actividades de Informática en la Secretaría de Hacienda y Crédito Público. Una vez fundada la Academia, el Ing. Sánchez coordinó la realización del I Seminario de Informática en 1978, inaugurado por el presidente de la República, Lic. José López Portillo, y en el cual participaron 2 Premios Nobel, además de importantes personalidades nacionales e internacionales.
El segundo presidente (1978-1980) fue Enzo Molino Ravetto. Bajo su presidencia se incorporó la AMIAC a la International Medical Informatics Association (IMIA) y se organizó en México, del 7 al 12 de febrero de 1982, el Congreso Mundial de Informática Médica y los Países en Desarrollo

### Relación de Presidentes de la Academia
Inicio	-	Final	-	Presidente 

1976	-	1978	-	Victorio Sánchez López	†

1978	-	1980	-	Enzo Molino Ravetto	 

1980	-	1982	-	Eduardo Duran Portilla †

1982	-	1984	-	Eduardo Philips Olmedo	

1984	-	1986	-	Enrique Díaz Cerón	

1986	-	1988	-	Ramón Bacelis Esteva	

1988	-	1990	-	Antonio Ayestarán Ruíz	

1990	-	1992	-	Lucía Andrade de Domville	

1992	-	1994	-	Mario Villalobos Guerrero	 †

1994	-	1996	-	Guillermo Mallén Fullerton	

1996	-	1998	-	Erasmo Marín Córdova †	

1998	-	2000	-	Mario Fosado Peñaloza	

2000	-	2010	-	Carlos Zozaya Gorostiza	

2010	-	2013	-	Francisco Cervantes Pérez	

2013	-	2016	-	Erik Huesca Morales	

2016	-	2019	-	Fabián García Nocetti	

2019	-	2023	-	Francisco David Mejía Rodríguez	

2023    -   2026    -   Rafael Fernández Corro 

## Organización

### Mesa directiva
Consejo Directivo 2023-2026

Rafael Fernández Corro, Presidente
Alejandra Herrera Mendoza, Vicepresidente
José Carlos Morales Alvarez, Secretario General
Julieta Palma Anda, Secretaria de Vinculación
Alejandra Pineda Villegas, Tesorero
Luis Miguel Martínez Cervantes, Vocal
Elizabeth Zamanta Anguiano Rodríguez, Vocal
Esther Martínez González, Vocal
Mariana Pérez-Vargas Obregón, Vocal

### Consejo Asesor
El Consejo Asesor está conformado por los expresidentes de la asociación

### Miembros
La membresía en la Academia se integra por personalidades relevantes en México en el campo de la Informática, Computación, Tecnologías de información y afines. Se obtiene solamente a través de invitación de miembros de número. Hay tres tipos: Miembros de número, asociados e institucionales.

## Actividades relevantes

### Premio al mérito informático
La Academia ha otorgado este premio en diversas ocasiones a informáticos mexicanos, como reconocimiento a su trayectoria y/o aportaciones en esta materia. Los galardonados incluyen a: 
Premio 1992
Este correspondió a Enrique Calderón Alzati, Presidente de la Fundación Arturo Rosenblueth
Premio 1994
Correspondió a Adolfo Guzmán Arenas, importante investigador y académico, quien posteriormente recibió el Premio Nacional de Ciencias
Premio 1996
Fue otorgado a Enzo Molino Ravetto, en ese momento, Gerente de Informática y Telecomunicaciones de la Comisión Federal de Electricidad (CFE)
Premio 1998
Le fue asignado a Rafael Rangel Sostmann, quien ocupaba el puesto de rector del Tecnológico de Monterrey

### Eventos organizados por la AMIAC
En 1978, organizó el 1 Seminario de Informática, en el Hotel Camino Real de la Ciudad de México, con la asistencia de más de 500 personas y la participación de cerca de 20 conferencistas invitados, incluyendo a 2 premio Nobel (Leo Esaki y Wassily Leontief). El evento fue inaugurado por el presidente de México José López Portillo.
En febrero de 1982, con el apoyo de la IMIA, la OPS, la Secretaría de Salubridad y Asistencia, el DIF y otras organizaciones, organizó el Primer congreso internacional "La informática Médica y los países en desarrollo" en la Ciudad de México, al cual asistieron más de 700 personas, con conferenciantes de México, la OMS, Francia, Alemania, Italia, Japón, Estados Unidos, Tailandia, Unión Soviética, Cuba, Brasil, Argentina y otros países.
Durante varios años fue encargada de la organización de los eventos denominados TIDAP (Tecnologías de la Información para el Desarrollo de la Administración Pública), bajo los auspicios del INEGI (Instituto Nacional de Estadística Geografía e Informática y posteriormente de la Secretaría de la Contraloría y Desarrollo Administrativo.

### Otras acciones/actividades realizadas
Se participó activamente con opiniones al Plan Nacional de Desarrollo Informático elaborado por el INEGI para el sexenio 1994-2000.
Durante los años '80, la AMIAC representó a México en la  International Medical Informatics Association .
La AMIAC tuvo un papel relevante en la creación de la FAMI (Federación de Asociaciones Mexicanas de Informática, AC) y fue miembro institucional de la Federación desde su creación.
En septiembre de 1997 participó en la conferencia "Informática 2000", organizada por el Banco Interamericano de Desarrollo en Washington D. C.
En noviembre de 1997 participó en el X Encuentro Latinoamericano de Informática e Industrias de la Información en Montevideo, Uruguay, organizado bajo los auspicios de la Asociación de Industrias de Información del Uruguay y la Fundación Fontaina Minelli. Como resultado del Encuentro se generó la "Declaración de Punta del Este", que propone diversos lineamientos para el aprovechamiento de la informática.
En 2016, con el apoyo de la Universidad de Guadalajara se presentó en la FIL de esa Ciudad, el libro: Reflexiones de la Academia Mexicana de Informática a los 40 años de su fundación.